# An (filme)
An (あん, Uma Pastelaria em Tóquio (título em Portugal) ou Sabor da Vida (título no Brasil)) é um filme nipo-franco-alemão do género drama, realizado e escrito por Naomi Kawase, com base no romance homónimo de Durian Sukegawa. Foi selecionado como o filme de abertura da secção Un certain regard do Festival de Cannes a 14 de maio de 2015 e também foi exibido na secção Cinema Mundial Contemporâneo do Festival Internacional de Cinema de Toronto de 2015.
Estreou-se no Japão a 30 de maio de 2015, no Brasil a 3 de dezembro do mesmo ano e em Portugal a 21 de julho de 2016.

## Elenco
- Kirin Kiki como Tokue
- Masatoshi Nagase como Sentaro
- Kyara Uchida como Wakana
- Etsuko Ichihara
- Miyoko Asada
- Miki Mizuno

## Receção
O filme arrecadou duzentos e trinta e quatro milhões de ienes na bilheteira do Japão. Deborah Young da revista estado-unidense The Hollywood Reporter escreveu: "A corrente subterrânea que atravessa o filme é uma mensagem para aprender com a natureza e apreciar a vida maravilhosa por cada momento, não importando o quão duro seja". Guy Lodge da Variety escreveu: "Uma questão fundamental coerente do cinema de Naomi Kawase, tem sido o vínculo tácito entre o homem e o seu ambiente". Derek Elley do Film Business Asia deu ao filme uma classificação 3 de 10, a escrever no sítio: "Após um início promissor, o último filme de Kawase Naomi é mais uma das mesmas anotações vazias."

## Reconhecimentos
| Ano                                           | Prémios                                         | Categorias   | Destinatários e nomeados | Resultado | Referências |
| --------------------------------------------- | ----------------------------------------------- | ------------ | ------------------------ | --------- | ----------- |
| 2015                                          |                                                 |              |                          |           |             |
| Festival de Cannes                            | Un certain regard                               | An           | Indicado                 | [ 2 ]     |             |
| Prémios do Ecrã da Ásia-Pacífico              | Melhor atriz principal                          | Kirin Kiki   | Venceu                   | [ 10 ]    |             |
| Festival Internacional de Cinema de Chicago   | Hugo de Ouro de melhor filme                    | An           | Indicado                 | [ 11 ]    |             |
| Festival de Cinema de Cork                    | Prémio do Público                               | An           | Venceu                   | [ 12 ]    |             |
| Festival Internacional de Cinema de Haifa     | Prémio Carmelo de Ouro – Menção Especial        | An           | Venceu                   | [ 13 ]    |             |
| Prémio de Cinema Hochi                        | Melhor atriz                                    | Kirin Kiki   | Venceu                   | [ 14 ]    |             |
| Festival Internacional de Cinema de Melburne  | Prémio do Público                               | An           | Indicado                 | [ 15 ]    |             |
| Mostra Internacional de Cinema de São Paulo   | Prémio do Público - Melhor Ficção Internacional | An           | Venceu                   | [ 16 ]    |             |
| Semana Internacional de Cinema de Valhadolide | Melhor realização                               | Naomi Kawase | Venceu                   | [ 17 ]    |             |
| Festival de Cinema de Valeta                  | Melhor filme                                    | An           | Venceu                   | [ 18 ]    |             |
| 2016                                          | Prémios do Cinema Asiático                      | Melhor ator  | Masatoshi Nagase         | Indicado  | [ 19 ]      |
| 2016                                          | Prémios da Academia Japonesa                    | Melhor atriz | Kirin Kiki               | Indicado  | [ 20 ]      |